# 68. ročník udílení Filmových cen Britské akademie
68. ročník udílení Filmových cen Britské akademie se konal v Royal Opera House v Londýně 8. února 2015. Moderátorem ceremoniálu byl Stephen Fry. Ocenění bylo předáno nejlepším filmům a dokumentů britským i mezinárodním, které se promítaly v britských kinech v roce 2014. Nejvíce ocenění získal film Grandhotel Budapešť, celkem 5 cen, které proměnil z 11 nominací. Nominace byly oznámeny 9. ledna 2015.

## Vítězové a nominovaní
| Nejlepší film | Nejlepší režisér |
| --- | --- |
| Chlapectví – Richard Linklaterand, Cathleen Sutherland - Birdman – Alejandro Gonzáles Iñárritu, John Lesher a James W. Skotchdopole - Grandhotel Budapešť – Wes Anderson, Scott Rudin, Steven Rales a Jeremy Dawson - Kód Enigmy – Nora Grossman, Ido Ostrowsky a Teddy Schwarzman - Teorie všeho – Tim Bevan, Eric Fellner, Lisa Bruce a Anthony McCarten                                                                 | Richard Linklater – Chlapectví - Wes Anderson – Grandhotel Budapešť - Alejandro Gonzáles Iñárritu – Birdman - Damien Chazelle – Whiplash - James Marsh – Teorie všeho |
| Nejlepší herec v hlavní role | Nejlepší herečka v hlavní roli |
| Eddie Redmayne – Teorie všeho jako Stephen Hawking - Benedict Cumberbatch – Kód Enigmy jako Alan Turing - Ralph Fiennes – Grandhotel Budapešť jako Gustave H. - Jake Gyllenhaal – Slídil jako Louis Bloom - Michael Keaton – Birdman jako Riggan Thomson/Birdman | Julianne Moore – Pořád jsem to já jako Dr. Alice Howland - Amy Adamsová – Big Eyes jako Margaret Keane - Felicity Jones – Teorie všeho Jane Wilde Hawking - Rosamund Pikeová – Zmizelá jako Amy Elliott-Dunne - Reese Witherspoonová – Divočina jako Cheryl Strayed |
| Nejlepší herec ve vedlejší roli | Nejlepší herečka ve vedlejší roli |
| J. K. Simmons – Whiplash jako Terence Fletcher - Steve Carell – Hon na lišku jako John Eleuthere du Pon - Ethan Hawke – Chlapectví jako Mason Evans starší - Edward Norton – Birdman jako Mike Shiner - Mark Ruffalo – Hon na lišku jako Dave Schultz | Patricia Arquette – Chlapectví jako Olivia Evans - Keira Knightley – Kód Enigmy jako Joan Clarke - Emma Stoneová – Birdman jako Sam Thomson - Rene Russo – Slídil jako Nina Romina - Imelda Staunton – Pride jako Hefina Headon |
| Nejlepší původní scénář | Nejlepší adaptovaný scénář |
| Grandhotel Budapešť – Wes Anderson a Hugo Guinness - Chlapectví – Richard Linklater - Whiplash – Damien Chazelle - Birdman – Alejandro G. Iñárritu, Nicolás Giacobone, Alexander Dinelaris, Jr. a Armando Bó, Jr. - Slídil – Dan Gilroy | Teorie všeho – Anthony McCarten - Americký sniper – Jason Hall - Zmizelá – Gillian Flynnová - Kód Enigmy – Graham Moore - Paddington – Paul King |
| Nejlepší kamera | Nejlepší debut – scénář, režie nebo produkce |
| Birdman – Emmanuel Lubezki - Grandhotel Budapešť – Robert Yeoman - Interstellar – Hoyte van Hoytema - Ida – Łukasz Żal a Ryszard Lenczewski - Mr. Turner – Dick Pope | Stephen Beresford (scenárista), David Livingstone (producent) – Pride - Gregory Burke (scenárista), Yann Demange (režisér) – 71 - Elaine Constantine (režisér/scenárista) – Northern South - Paul Katis (režisér/producent), Andrew de Lotbiniere (producent) – Kajaki - Hong Khaou (režisér/scenárista) – Chvění |
| Nejlepší britský film | Nejlepší dokument |
| Teorie všeho – James Marsh, Tim Bevan, Eric Fellner, Lisa Bruce, Anthony McCarten - 71 – Yann Demange, Angus Lamont, Robin Gutch, Gregory Burke - Kód Enigmy – Morten Tyldum, Nora Grossman, Ido Ostrowsky, Teddy Schwarzman, Graham Moore - Paddington – Paul King, David Heyman Pride – Matthew Warchus, David Livingstone, Stephen Beresford - Pod kůží – Jonathan Glazer, James Wilson, Nick Wechsler, Walter Campbell | Citizenfour – Laura Poitras, Mathilde Bonnefoy a Dirk Wilutzky - Hledání Vivian Maier – John Maloof a Charlie Siskel - 20 Feet from Stardom – Morgan Neville, Caitrin Rogers a Gil Friesen - Nick Cave: 20 000 dní na Zemi – Iain Forsyth a Jane Pollard - Virunga – Orlando von Einsiedel a Joanna Natasegara |
| Nejlepší původní hudba | Nejlepší zvuk |
| Grandhotel Budapešť – Alexandre Desplat - Interstellar – Hans Zimmer - Pod kůží – Mica Levi - Birdman – Antonio Sánchez - Teorie všeho – Jóhann Jóhannsson | Whiplash – Craig Mann, Ben Wilkins a Thomas Curley - Americký sniper – John Reitz, Gregg Rudloff a Walt Martin, Alan Robert Murray, Bub Asman - Birdman – Jon Taylor, Frank A. Montaño, Martin Hernández, Aaron Glascock a Thomas Varga - Grandhotel Budapešť – Wayne Lemmer, Christopher Scarabosio, Pawel Wdowczak - Kód Enigmy – John Midgley, Lee Walpole, Stuart Hilliker, Martin Jensen a Andy Kennedy                           |
| Nejlepší produkční design | Nejlepší speciální efekty |
| Grandhotel Budapešť – Adam Stockhausen a Anna Pinnock - Big Eyes – Rick Heinrichs a Shane Vieau - Kód Enigmy – Maria Djurkovic aTatiana Macdonald - Interstellar – Nathan Crowley a Gary Fettis - Mr. Turner – Suzie Davies a Charlotte Watts | Interstellar – Paul Franklin, Andrew Lockley, Ian Hunter Scott Fisher - Úsvit planety opic – Joe Letteri, Dan Lemmon, Daniel Barrett a Erik Winquist - Strážci Galaxie – Stephane Ceretti, Nicolas Aithadi, Jonathan Fawkner a Paul Corbould - Hobit: Bitva pěti armád – Joe Letteri, Eric Saindon, David Clayton, R. Christopher White - X-Men: Budoucí minulost – Richard Stammers, Anders Langlands, Tim Crosbie, Cameron Waldbauer |
| Nejlepší kostýmní design | Nejlepší masky |
| Grandhotel Budapešť – Milena Canonero - Čarovný les – Colleen Atwood - Mr. Turner – Jacqueline Durran - Kód Enigmy – Sammy Sheldon Differ - Teorie všeho – Steven Noble | Grandhotel Budapešť – Frances Hannon a Mark Coulier - Teorie všeho – Jan Sewell - Strážci Galaxie – Elizabeth Yianni-Georgiou a David White - Čarovný les – Peter Swords King, J. Roy Helland - Mr. Turner – Christine Blundell, Lesa Warrener |
| Nejlepší střih | Nejlepší cizojazyčný film |
| Whiplash – Tom Cross - Bridman – Douglas Crise, Stephen Mirrione - Grandhotel Budapešť – Barney Pilling - Kód Enigmy – William Goldenberg - Slídil – John Gilroy - Teorie všeho – Jinx Godfrey | Ida – Paweł Pawlikowski, Eric Abraham, Piotr Dzieciol, Ewa Puszczynska - Leviatan – Andrey Zvyagintsev, Alexander Rodnyansky, Sergey Melkumov - Cizí oběd – Ritesh Batra, Arun Rangachari, Anurag Kashyap, Guneet Monga - Odpad – Stephen Daldry, Tim Bevan, Eric Fellner, Kris Thykier - Dva dny, jedna noc – Jean-Pierre Dardenne, Luc Dardenne, Denis Freyd                                                                         |
| Nejlepší animovaný film | Nejlepší krátký animovaný film |
| LEGO příběh – Phil Lord, Christopher Miller - Škatuláci – Anthony Stacchi, Graham Annable a Travis Knight - Velká šestka – Don Hall, Chris Williams a Roy Conli | Feast – Patrick Osborne a Kristina Reed - Monkey Love Experiments – Ainslie Henderson, Cam Fraser, Will Anderson - My Dad – Marcus Armitage |
| Nejlepší krátkometrážní film | Vycházející hvězda |
| Boogaloo and Graham – Brian J. Falconer, Michael Lennox, Ronan Blaney - Emotional Fusebox – Michael Berliner, Rachel Tunnard - Slap – Islay Bell-Webb, Michelangelo Fano, Nick Rowland - The Kármán Line – Campbell Beaton, Dawn King, Tiernan Hanby, Oscar Sharp - Three Brothers – Aleem Khan, Matthieu De Braconier, Stephanie Paeplow                                                                                  | Jack O'Connell - Gugu Mbatha-Raw - Margot Robbie - Miles Teller - Shailene Woodley |